# Erdélyi Múzeum-Egyesület
Az Erdélyi Múzeum-Egyesület (EME) az erdélyi tudományos és irodalmi élet fellendítésére Kolozsvárt alakult egyesület. (1859–1949; 1990–)

## Története
Egy erdélyi tudós társaság létrehozását elsőként Bod Péter vetette fel 1756. szeptember 20-án Ráday Gedeonnak írt levelében, majd  1760-ban, az Isten vitézkedő anyaszentegyháza históriája című művének előszavában. Tőle függetlenül 1781-ben Batthyány Ignác erdélyi római katolikus püspök is hasonló tervet fontolgatott. A 18. század végén az országgyűlés törvénybe iktatta az Aranka György által kezdeményezett Erdélyi Magyar Nyelvmívelő Társaság működéséhez nyújtandó segítséget, de az uralkodó ezt nem erősítette meg. Szintén nem kapta meg a bécsi kormány jóváhagyását Döbrentei Gábor tudományos egyesület létrehozására vonatkozó 1819-es javaslata. 1829-ben Bölöni Farkas Sándor készített tervezetet egy Erdélyi Nemzeti Múzeum alapításához, de pártfogás híján lemondott tervéről.
Az 1841–43-as erdélyi országgyűlés napirendjére tűzte a magyar nyelv hivatalossá tételét, az erdélyi magyar nemzeti színház, akadémia, politechnikum és nemzeti múzeum alapítását. 1842. június 21-én Kemény József és Sámuel grófok felajánlották könyv- és ásványgyűjteményüket a nemzeti múzeum létesítésének céljára. 1843. január 16-án beterjesztették az Erdélyi Múzeum megalapításának terveit az uralkodónak, ám az erdélyi szász rendek különvéleményüket fejezték ki. A jóváhagyás elmaradt, és a kérdés két évig nem is került napirendre. 1845 októberében a bécsi udvar a múzeummal kapcsolatos anyagok beküldését kérte az erdélyi főkormányszéktől, de előrelépés ezúttal sem történt. Az 1847-es országgyűlés ismét az uralkodóhoz fordult a múzeum ügyében, de nem kapott választ.
A bécsi kormány halogatása miatt a múzeum alapítására csak az 1848-49-es szabadságharc után, 1859-ben került sor. Fő szervezője és támogatója Mikó Imre volt, aki megszerezte a kormány hozzájárulását és a múzeumnak adományozta kolozsvári nyári kastélyát a hozzá tartozó kerttel. Az Erdélyi Múzeum-Egyesület alapszabálya kimondta, hogy az egyesület a múzeumi gyűjtésre, a gyűjtött tárgyak megőrzésére, az anyag feldolgozására és általában a tudományok magyar nyelven való művelésére alakult. Alapításakor a múzeum anyaga 15 439 könyvből, 1083 oklevélből, 128 arany-, 2841 ezüst-, 1738 bronzéremből, valamint 10 092 darab régészeti tárgyból, természeti ritkaságból, ásványból, kövületből, állatból és növényből állott. A múzeum első őre Brassai Sámuel, az első könyvtáros Szabó Károly volt.
A kiegyezés után a 896 régi részvényes tag száma száz alá csökkent. Az egyesület anyagi gondjainak megoldására 1867-ben feliratban kérte a kormány támogatását. 1872-ben és 1895-ben az EME szerződést kötött a magyar állammal, amely szerint a kolozsvári egyetem feladata lett a gyűjtemények gondozása, és a használatért évi 5000 forintot fizetett az egyesületnek. 1905-től az egyesület, gróf Apponyi Albert minisztersége idején jelentős összegű állami támogatásban részesült.
Az első világháború alatt az egyesület vagyonát állampapírokba fektették, ami így a háború végére elveszett. A háború után a román állam az egyetemmel együtt a múzeum gyűjteményeit is eltulajdonította, az egyesület állami finanszírozása megszűnt.
1930-ban Wass Ottília grófnő a Kolozsvár főterén álló palotáját az egyesületre hagyományozta.
Az Erdélyi Múzeum-Egyesület 1949-ben megszűnt. Pontosabban a Román Népköztársaság Igazságügy-minisztériumának 86311/1949 sz. határozata mint jogi személyt megszüntette.
1990. október 27-én az Egyesület újraalakult, azóta jogi személyként a korábbi alapszabályok szerint, jogfolytonosságát fenntartva folytatja tevékenységét.

## Tevékenysége
Az egyesület hét szakosztálya (bölcsészeti, jog- és államtudományi, nyelvi, orvostudományi, természettudományi, történettudományi) előadásokat, konferenciákat és kiállításokat szervezett. Az egyesület kiadásában jelent meg az Erdélyi Múzeum című folyóirat. 1861-től az EME évkönyveket adott ki, 1862-től indult az Erdélyi Történelmi Adatok című sorozat. 1879-től az orvostudományi szakosztály külön periodikát indított Orvos-Természettudományi Értesítő címmel.
Az újjáalakult EME szintén hét szakosztállyal működik:
- Bölcsészet-, Nyelv- és Történettudományi Szakosztály (572 taggal)
- Természettudományi Szakosztály (160 taggal)
- Orvos- és Gyógyszerészettudományi Szakosztály (1039 taggal)
- Jog-, Közgazdaság- és Társadalomtudományi Szakosztály (52 taggal)
- Műszaki Tudományok Szakosztálya (134 taggal)
- Matematikai és Informatikai Szakosztály (67 taggal)
- Agrártudományi Szakosztály (35 taggal)

Az Egyesület évente átlagban 8-10 tudományos kötetet jelentet meg. Szakfolyóiratai: az Erdélyi Múzeum, a Múzeumi Füzetek, a Műszaki Tudományos Füzetek, Orvostudományi Közlemények.

## Híres közreműködők
Antal Márk, Apáthy István, Balogh Ernő, Benkő Samu, Berde Áron, Bíró Vencel, Brant József, Brassai Sámuel, Cholnoky Jenő, De Gerando Antonina, Egyed Ákos, Entz Géza, Farkas Gyula, Finály Henrik, Gáll János, Gelei József, Genersich Antal, Genersich Gusztáv, Gyéresi Árpád, Gyergyay Árpád, György Lajos, Gyulai Pál, Iuliu Hațieganu, Herepei Károly, Herman Ottó, Hőgyes Endre, Imreh István, Jakab Elek, Jakó Zsigmond, Jósika János, Kabán Annamária, Kántor Lajos, Kecskeméthy István, Kelemen Lajos, Kelemen László, Kenéz Béla, Kerekes Jenő, Király Ernő, Kiss János, Klug Nándor, Koch Antal, Koch Ferenc, Komán János, ifj. Kós Károly, Kozma Zsolt, Környey István, Kőváry László, Kriza János, Kuun Géza, Martin Lajos, Márki Sándor, Mike Sándor, Molnár Gábor, Nagy Géza, Nagy Jenő, Nagy László, Orbán Balázs, Purjesz Zsigmond, Roska Márton, Steiner Pál, Szabó Károly, Szabó Miklós, Szabó T. Attila, Szabó Zsigmond, Szádeczky-Kardoss Gyula, Szádeczky-Kardoss Lajos, Szántó Csaba János, Száva János Zoltán, Székely Melinda Gyöngyi, Széman Péter, Szilágyi Sándor, Szinnyei József, Szőcs Katalin, T. Szabó Csilla, Teleki Ádám, Thorma Károly, Thoroczkay Sándor, Torma Zsófia, Török Zsolt Csaba, Újváry Imre, Újvári Mária, Ürmösi Károly, Vallasek István Pál, Vámbéry Ármin, Vásárhelyi Boldizsár, Venczel Márton, Veress Endre, Veress Ferenc, Vida Erika, Vodnár János, Wass Béla, Wolf Rudolf, Zsakó Erzsébet.

## Az EME elnökei
- gr. Mikó Imre 1859–1876
- gr. Esterházy Kálmán 1877–1916
- gr. Ábránfalvi Ugron István 1921–1925
- gr. Wass Béla 1925–1936
- br. Jósika János 1940–1946
- Tavaszy Sándor 1946–1948
- Jakó Zsigmond Pál 1990–1994
- Benkő Samu 1994–2002
- Egyed Ákos 2002–2010
- Sipos Gábor 2010–2018
- Keszeg Vilmos 2018–2022[11]
- Bitay Enikő 2022-től[12]

## A Magyar Tudomány Napja Erdélyben
Az erdélyi tudományos élet rangos fóruma az évente megrendezett Magyar Tudomány Ünnepe keretében az Egyesület A Magyar Tudomány Napja Erdélyben című rendezvénysorozata, amelyet 2002 óta mindig az Erdélyi Múzeum-Egyesület születésnapján, vagy a hozzá  legközelebb eső napokon, november 23-24-én tartanak meg.